# U-17-Fußball-Südamerikameisterschaft 2009/Kader Uruguay
Bei der U-17-Fußball-Südamerikameisterschaft 2009 in Chile bestand der Kader der uruguayischen U-17-Nationalmannschaft aus den nachfolgend aufgelisteten Spielern. Uruguay belegte den 3. Platz und qualifizierte sich für die U-17-Weltmeisterschaft 2009 in Nigeria.
| 1       | Salvador Ichazo       | Torwart          | Danubio FC             |  |  |  |  |  |
| 2       | Ramón Arias           | Abwehr           | Defensor Sporting      |  |  |  |  |  |
| 3       | Diego Polenta         | Abwehr           | Genua                  |  |  |  |  |  |
| 4       | Santiago Pereyra      | Abwehr           | Nacional Montevideo    |  |  |  |  |  |
| 5       | Sebastián Rodríguez   | Mittelfeld       | Danubio FC             |  |  |  |  |  |
| 6       | Bruno Marchelli       | Abwehr           | Nacional Montevideo    |  |  |  |  |  |
| 7       | Gonzalo Barreto       | Angriff          | Danubio FC             |  |  |  |  |  |
| 8       | Ignacio Avilés        | Mittelfeld       | Danubio FC             |  |  |  |  |  |
| 9       | Adrián Luna           | Angriff          | Defensor Sporting      |  |  |  |  |  |
| 10      | Sebastián Gallegos    | Mittelfeld       | Danubio FC             |  |  |  |  |  |
| 11      | José Laureiro         | Mittelfeld       | Defensor Sporting      |  |  |  |  |  |
| 12      | Kevin Blanco          | Torwart          | Nacional Montevideo    |  |  |  |  |  |
| 13      | Ruben Silvera         | Abwehr           | Defensor Sporting      |  |  |  |  |  |
| 14      | Sebastián Sellanes    | Abwehr           | Nacional Montevideo    |  |  |  |  |  |
| 15      | Nicolás Prieto        | Mittelfeld       | Nacional Montevideo    |  |  |  |  |  |
| 16      | Luis M. De los Santos | Mittelfeld       | Danubio FC             |  |  |  |  |  |
| 17      | Jhon Pírez            | Mittelfeld       | Defensor Sporting      |  |  |  |  |  |
| 18      | Raúl Rivero           | Angriff          | Defensor Sporting      |  |  |  |  |  |
| 19      | Santiago González     | Angriff          | River Plate Montevideo |  |  |  |  |  |
| 20      | Nicolás Mezquida      | Angriff          | Peñarol Montevideo     |  |  |  |  |  |
|         |                       |                  |                        |  |  |  |  |  |
| Trainer | Roland Marcenaro      | Roland Marcenaro |                        |  |  |  |  |  |

Quelle: